# Neoleptoneta pecki
Neoleptoneta pecki là một loài nhện trong họ Leptonetidae.
Loài này thuộc chi Neoleptoneta. Neoleptoneta pecki được Willis J. Gertsch miêu tả năm 1971.